# Subvention
Une subvention est une aide financière, directe ou indirecte, allouée par une personne publique en vue de financer une activité d'intérêt général. En France, les subventions publiques représentent un instrument majeur de politique publique mobilisant plus de 50 milliards d'euros annuels.
Le bénéficiaire de la subvention peut être public ou privé : entreprise, association, collectivité territoriale ou personne physique. La subvention peut porter sur un projet spécifique, un type de bien, une activité ou une situation particulière.

## Définition

### Définition générale
Les subventions sont des sommes — en principe non remboursables — versées par une entité publique (un État, une collectivité territoriale, l'Union européenne ou un organisme public) à titre ponctuel ou reconductible en vue de concourir à la réalisation d'une finalité d'intérêt général.
Dans les années 1950, deux instituts (belge et néerlandais) de sciences administratives proposent de définir la subvention comme étant un « mode de gestion administrative »,.

### Définition légale en France
En France, l'article 59 de la loi no 2014-856 du 31 juillet 2014 relative à l'économie sociale et solidaire (ESS) a donné pour la première fois une définition légale précise de la subvention publique :

« Constituent des subventions, au sens de la présente loi, les contributions facultatives de toute nature, valorisées dans l'acte d'attribution, décidées par les autorités administratives et les organismes chargés de la gestion d'un service public industriel et commercial, justifiées par un intérêt général et destinées à la réalisation d'une action ou d'un projet d'investissement, à la contribution au développement d'activités ou au financement global de l'activité de l'organisme de droit privé bénéficiaire. Ces actions, projets ou activités sont initiés, définis et mis en œuvre par les organismes de droit privé bénéficiaires. »

### Étymologie
Le terme « subvention » est emprunté au XIVe siècle du latin tardif subventio (secours, aide), dérivé de subvenire signifiant « venir à la rescousse ». Historiquement, le terme désignait un subside accordé à l'État ou exigé par celui-ci pour faire face à une dépense imprévue, notamment en temps de guerre.

## Histoire

### Ancien Régime
Sous l'Ancien Régime, le système fiscal français reposait sur une répartition inégalitaire des charges. Les « subventions provinciales » résultaient de négociations entre le pouvoir royal et les pays d'états, qui conservaient le privilège de consentir à l'impôt. La taille royale, créée en 1439, constituait le principal impôt direct, payé uniquement par le tiers état. Les exemptions fiscales de la noblesse et du clergé créaient un système où le tiers état supportait l'essentiel des charges publiques.

### Révolution française et XIXe siècle
La Révolution française transforme radicalement le système avec l'abolition des privilèges fiscaux le 4 août 1789 et l'instauration du principe d'égalité devant l'impôt. Le XIXe siècle voit l'émergence progressive de l'interventionnisme étatique :
- 1820 : Première inscription budgétaire des subventions théâtrales au Parlement
- 1879-1882 : Plan Freycinet inaugurant les grands programmes d'infrastructure publique financés par subventions

### IIIe République (1870-1940)
La IIIe République consolide le contrôle parlementaire des finances publiques et développe les subventions aux collectivités locales. La loi de séparation des Églises et de l'État de 1905 interdit les subventions aux cultes, sauf exceptions pour l'entretien des édifices classés.

### IVe et Ve République
La IVe République voit la création de la Sécurité sociale (1945) et le développement massif des subventions de reconstruction. La Constitution de 1958 établit le cadre moderne avec :
- Les lois de décentralisation (1982-1983)
- La loi organique relative aux lois de finances (LOLF) de 2001[8]
- La loi ESS de 2014 définissant juridiquement la subvention
- La loi NOTRe de 2015 réorganisant les compétences territoriales[9]

## Cadre juridique

### Bases constitutionnelles
La Constitution établit les principes fondamentaux :
- Article 34 : Le législateur détermine les principes de la libre administration et des ressources des collectivités[11]
- Article 72 : Principe de libre administration des collectivités territoriales[12]
- Article 72-2 : Principe d'autonomie financière

### Législation nationale
- Code général des collectivités territoriales : Articles L. 1111-9 et L. 1111-10 (participation minimale du maître d'ouvrage à 20 %)[13]
- Loi du 1er juillet 1901 sur les associations, modifiée[14]
- Décret no 2018-514 du 25 juin 2018 relatif aux subventions de l'État
- Circulaire du 29 septembre 2015 relative aux nouvelles relations entre les pouvoirs publics et les associations[15]

### Droit européen
- Articles 107 et 108 du TFUE sur les aides d'État[16]
- Règlement de minimis (UE) no 1407/2013 : Seuil de 200 000 € sur trois ans[17]
- Règlement général d'exemption par catégorie no 651/2014

### Jurisprudence structurante
Le Conseil constitutionnel a précisé dans sa décision du 8 juillet 2011 que la modulation des aides en fonction du mode de gestion constitue une atteinte au principe de libre administration. Le Conseil d'État, dans son arrêt d'Assemblée du 12 décembre 2003, a établi que les dispositifs financiers incitatifs ne constituent pas une tutelle s'ils n'incluent ni autorisation, ni contrôle, ni sanctions.

## Typologie

### Classification par origine
- État : 8,515 milliards d'euros aux associations en 2023[19]
- Collectivités territoriales : Environ 20 milliards d'euros[13]
- Union européenne : Fonds structurels (FEDER, FSE+, FEADER)[20]
- Établissements publics : ADEME, ANR, Bpifrance

### Classification par bénéficiaire
- Associations : 23 milliards d'euros de subventions publiques totales[15]
- Entreprises : 175 milliards d'euros d'aides publiques (6,6 % du PIB)[1]
- Collectivités territoriales : Dotations et subventions d'équipement
- Particuliers : Aides directes (ex : Pass'Sport)[21]

### Classification par nature
Trois types de subvention existent :
1. Subvention de fonctionnement : Finance les charges courantes de l'organisme
2. Subvention d'investissement ou d'équipement : Contribue à l'acquisition d'immobilisations
3. Subvention d'équilibre : Compense les charges de service public, notamment versée aux entreprises publiques affectées par des conditions d'exploitation déficitaires

Une quatrième catégorie peut être ajoutée :
- Subvention exceptionnelle : Répond à une situation de crise

### Classification par secteur
- Culture : 17 milliards d'euros d'investissement public total[22]
- Sport : 170 millions d'euros via l'Agence nationale du Sport
- Agriculture : 9 milliards d'euros au titre de la PAC[23]
- Environnement : Fonds vert, aides ADEME
- Social et emploi : FSE+, dispositifs pour l'emploi[24]

## Procédures d'attribution

### Demande
- Formulaires normalisés : Cerfa no 12156 pour l'État[15]
- Plateformes numériques : Démarches-simplifiées.fr, Le Compte Asso[25]
- Dossier comprenant : statuts, budget prévisionnel, rapport d'activité

### Instruction et décision
- Vérification de l'éligibilité
- Évaluation selon des critères préétablis
- Décision de l'autorité compétente après délibération
- Convention obligatoire au-delà de 23 000 €[15]

### Versement et contrôle
- Délai maximal de versement : 60 jours (depuis 2021)
- Compte-rendu financier obligatoire dans les 6 mois[26]
- Contrôle par les chambres régionales des comptes
- Sanctions possibles : suspension, remboursement, poursuites pénales (trois ans de prison et 375 000 € d'amende pour abus de confiance)

## Acteurs institutionnels
Au niveau central, les ministères définissent les politiques sectorielles et répartissent les crédits. Les préfectures coordonnent la distribution des aides étatiques et instruisent les dotations territoriales (DETR, DSIL). Les collectivités territoriales interviennent selon leurs compétences : développement économique pour les régions, solidarités pour les départements, proximité pour les communes. Les établissements publics spécialisés (ADEME, ANR, agences de l'eau) gèrent des dispositifs sectoriels avec leurs procédures propres.

## Enjeux économiques

### Volume financier
En France, les subventions représentent :
- Plus de 50 milliards d'euros annuels de subventions directes[1]
- 14 % des dépenses de fonctionnement des communes[13]

En juin 2013, le rapport Pour des aides simples et efficaces au service de la compétitivité fait mention de 110 milliards d'euros de dépenses publiques qui peuvent être considérées comme des interventions en faveur des acteurs économiques, contre 65 milliards d'euros comptabilisés en 2007 (3,5 % du PIB).
Selon la note d'analyse 157 du Haut-commissariat à la Stratégie et au Plan, publiée en juillet 2025, si on retient la définition juridique européenne, les aides de l'Etat aux entreprises en France s’élevaient à 45 milliards d’euros en 2022 (ou 25 milliards sans les mesures Covid). Si on retient un périmètre plus large, englobant quatre catégories de mécanismes : les subventions, les dépenses fiscales et les aides financières et certaines exonérations de cotisations sociales, le total des aides aux entreprises en France s’élève alors à près de 112 milliards d’euros. Les subventions aux entreprises recensées en 2023 comptent pour 39,4 milliards, avec trois dispositifs totalisant 9 milliards (aides à l’apprentissage, soutien au photovoltaïque et rénovations du réseau ferroviaire).
Selon un rapport de l'Inspection générale des finances, publié en septembre 2024, les aides aux entreprises financées par le budget de l’État et celui des organismes de sécurité sociale se sont élevées à environ 88 milliards d’euros en 2022.

### Impact sur l'emploi
Le secteur associatif, largement subventionné :
- 1,8 million de salariés (10 % de l'emploi privé)
- 25 % de financements publics en moyenne
- 13 millions de bénévoles[19]

### Débats sur l'efficacité
La Cour des comptes souligne régulièrement :
- Les risques de « saupoudrage » des aides
- L'absence d'évaluation systématique
- Des coûts de gestion élevés[1]

## Transparence et contrôle

### Obligations de transparence
- Publication obligatoire des subventions > 23 000 €[15]
- Plateforme Data.Subvention lancée en 2023[33]
- Registre des associations subventionnées

### Outils de recherche des aides
Plusieurs plateformes recensent les aides disponibles :
- Fonds-publics.fr : Base de données des aides et subventions publiques pour les entreprises[34]
- Aides-territoires : 4 688 aides recensées par 1 148 porteurs d'aides pour les collectivités[35]
- Les-aides.fr : Portail des Chambres de commerce et d'industrie[36]

### Dispositifs de contrôle
- Cour des comptes et chambres régionales
- Inspection générale des finances
- Contrôle parlementaire
- Évaluation par les services déconcentrés

## Débat
Au sein d'une collectivité démocratique et en principe égalitaire, l'attribution d'une subvention relève de l'exception qui doit être justifiée au titre de l'intérêt général ou de l'utilité publique. En effet, dans un tel système politique, en vertu du principe d'égalité devant la loi face aux droits, aux devoirs et aux charges, chacun doit être traité de façon équitable ; si quelqu'un obtient une subvention, alors toute autre personne dans une situation similaire doit également pouvoir l'obtenir.
La principale justification du subventionnement est qu'il crée un effet positif pour tout le monde (notion d'intérêt général, de paix sociale), même pour ceux qui ne reçoivent pas la subvention. Ainsi, les pouvoirs publics peuvent décider de verser une subvention d'équilibre à tout fournisseur assurant un service (service public, recherche fondamentale, lutte contre la pauvreté…) reconnu à la fois comme nécessaire et non rentable.
En 2008, le Mouvement associatif invite le législateur à définir une subvention d'intérêt général et à réformer la relation contractuelle entre associations et pouvoirs publics.

### Position libérale
Le libéralisme politique reconnaît par principe aux institutions un rôle, mais réduit au strict minimum, afin de respecter une stricte neutralité des pouvoirs publics entre les personnes. Appliqué au champ économique, cela implique de ne pas faire de discrimination entre les agents économiques et de ne pas fausser la concurrence économique.
Cependant, il faut nuancer l'aversion des libéraux pour les subventions : lorsqu'ils reconnaissent qu'une activité ne trouve pas naturellement de financement à hauteur de son intérêt général (recherche, éducation, conservation de biens scientifiquement inestimables), alors la subvention leur semble préférable à un système de fourniture par une administration ou une entreprise publique.

## Comparaisons internationales

### Au niveau européen
La France se caractérise par :
- Un niveau élevé d'intervention publique (57,1 % du PIB)[1]
- Une approche centralisée des subventions
- Des dépenses sociales à 31,6 % du PIB

En 2022-2024, l'Allemagne concentrait 53 % des aides d'État européennes extraordinaires (356 milliards d'euros) contre 24 % pour la France (161 milliards).

### Position de l'OMC
L'OMC classe les subventions en trois catégories :
- Boîte verte : Subventions acceptables (ex : environnement, recherche)
- Boîte orange : Subventions créant des distorsions (limitées)
- Boîte rouge : Subventions prohibées

## Relations internationales et soutenabilité du développement
Déjà complexe dans un cadre national, la question des effets directs et indirects, positifs ou non, de la subvention l'est encore plus dans un cadre international, tel que celui de la construction européenne ou de l'Organisation mondiale du commerce (OMC).
L'Organisation de coopération et de développement économiques (OCDE) recommande aux pays de mieux utiliser la fiscalité environnementale, de supprimer progressivement les subventions agricoles et les allègements fiscaux préjudiciables à l'environnement.

### Dans le domaine des énergies
Dans le domaine de l'énergie, les subventions aux énergies fossiles freinent les efforts pris dans le contexte de l'Accord de Paris sur le climat.
Le principe de supprimer les subventions encourageant l'usage d'énergies fossiles était un des points du débat au sommet du G20 de 2009 à Pittsburgh. L'Agence internationale de l'énergie calcule qu'éliminer ces subventions permettrait de réduire les émissions de CO2 d'au moins 5,8 % entre 2010 et 2020.

### Dans le domaine agricole
En matière agricole, les pays en développement critiquent vivement les subventions aux agriculteurs européens et nord-américains, qui font baisser les prix des produits agricoles. En Europe, la Politique agricole commune (PAC) absorbe la plus grande partie du budget de l'Union. Avec le verdissement de la PAC, elle tend peu à peu à conditionner ses subventions à des engagements environnementaux.

### Dans le domaine de la pêche
En 2016, le total mondial des subventions à la pêche a été évalué à environ 35 milliards USD. Les subventions destinées à renforcer les capacités constituent la catégorie la plus élevée (plus de 20 milliards USD). C'est l'Asie qui subventionne le plus (43 % du total), devant l'Europe (25 %) et l'Amérique du Nord (16 %).

## Évolutions récentes

### Réformes 2014-2024
- 2014 : Loi ESS définissant juridiquement la subvention[4]
- 2015 : Loi NOTRe réorganisant les compétences[42]
- 2017 : Suppression de la réserve parlementaire
- 2020 : Plan de relance post-COVID (100 milliards €)[43]
- 2023 : Lancement de Data.Subvention[44]

### Transformation numérique
- Généralisation de Démarches-simplifiées.fr (135 000 procédures traitées)
- Dématérialisation complète visée pour 2025
- Intelligence artificielle pour l'instruction des dossiers

## Critiques et controverses

### Principales critiques
- Saupoudrage : Multiplication de petites aides peu efficaces
- Clientélisme : Risques d'attribution partisane
- Complexité : Plus de 2 000 dispositifs d'aides différents
- Opacité : Seulement 10 % des collectivités respectent leurs obligations de publication[45]

### Problématiques de la dématérialisation
La transformation numérique, si elle simplifie les procédures, pose des défis d'accessibilité pour 30 % de la population touchée par la fracture numérique.

## Le traitement comptable des subventions d'équipement
Les entreprises qui bénéficient d'une subvention pour le financement de l'acquisition d'une immobilisation ont le choix entre deux possibilités : soit d'enregistrer immédiatement le montant de la subvention en produits exceptionnels (compte 770), soit d'inscrire le montant en capitaux propres (compte 13) et procéder à l'échelonnement de la subvention.
Si l'entreprise a opté pour l'échelonnement de la subvention, il y a lieu de distinguer deux cas : si la subvention se rattache à bien non-amortissable (exemple : terrain) alors celle-ci est rapportée au résultat (par le compte 777 « quote-part des subventions virée au compte de résultat ») par dixième par année (à défaut de clause d'inaliénabilité).
En revanche, si la subvention se rattache à un bien amortissable alors celle-ci est rapportée au résultat des exercices au même rythme que les dotations aux amortissements.
Dans le cas d'une cession du bien subventionné, il est nécessaire de rapporter immédiatement au compte de résultat le solde de la subvention.